# پارک شی هو
پارک شی هو (کره‌ای: 박시후؛ زادهٔ پارک پیونگ هو در ۳ آوریل ۱۹۷۸) بازیگر اهل کره جنوبی است. او حرفهٔ سرگرمی خود را به عنوان مدل و بازیگر تئاتر شروع کرد، سپس به‌طور رسمی فعالیت خود را در تلویزیون در سال ۲۰۰۵ آغاز کرد. پس از چند سال بازی در نقش‌های مکمل، پارک شی هو با سریال‌های کمدی رمانتیک محبوب سال ۲۰۱۰ به نام‌های ملکه وارونه و پرنسس دادستان به شهرت رسید. به دنبال آن، او نقش‌های اصلی در درام تاریخی عشق شاهزاده خانم و فیلم دلهره‌آور اعتراف به قتل ایفا کرد.

## حرفه

### ۱۹۹۷–۱۹۹۹: آغاز
پارک پیونگ هو حرفهٔ بازیگری خود را در سال ۱۹۹۷ با حضور در نقش‌های سیاهی‌لشکر و بیت پارت‌ها در تئاتر آغاز کرد و نخستین نقش اصلی خود را در تئاتر زندگی بیست نیانگی انجام داد. در طی این زمان، او همچنین به عنوان مدل فعالیت می‌کرد، پیش از اینکه بازیگری خود را در تلویزیون از طریق ایفای یک نقش کوچک در قسمت‌های ۱ و ۲ مجموعهٔ تلویزیونی سال ۲۰۰۵ به نام دختر محبوب چون هیانگ آغاز کند.

## فیلم‌شناسی

### فیلم
| سال  | عنوان         | نقش          |
| ---- | ------------- | ------------ |
| ۲۰۰۰ | چون‌هیانگ      | سیاهی لشکر   |
| ۲۰۱۲ | اعتراف به قتل | لی دو سوک    |
| ۲۰۱۴ | رایحه         | کانگ این جون |
| ۲۰۱۸ | پس از عشق     | کیم سونگ- ون |

### مجموعه تلویزیونی
| سال  | عنوان                               | نقش                      |
| ---- | ----------------------------------- | ------------------------ |
| ۱۹۹۸ | شب‌های روشن ۳٫۹۸                     |                          |
| ۲۰۰۵ | دختر محبوب چون هیانگ                | دوست‌پسر سابق هونگ چه رین |
| ۲۰۰۵ | بیا ازدواج کنیم                     | کانگ جه هو               |
| ۲۰۰۶ | تو اهل کدام ستاره‌ای؟                | هان جونگ هون             |
| ۲۰۰۷ | چگونه یک همسایهٔ کامل را ملاقات کنیم | یو جون سوک               |
| ۲۰۰۸ | ایلجیما                             | شی هو / چا دول           |
| ۲۰۰۸ | افتخار خانواده                      | لی کانگ سوک              |
| ۲۰۱۰ | ملکه وارونه                         | گو یونگ شیک              |
| ۲۰۱۰ | پرنسس دادستان                       | سو این وو                |
| ۲۰۱۱ | عشق شاهزاده خانم                    | کیم سونگ یو              |
| ۲۰۱۲ | آلیس چونگ‌دام دونگ                   | چا سونگ جو               |
| ۲۰۱۶ | قهرمان محلی                         | بک شی یون                |
| ۲۰۱۷ | زندگی طلایی من                      | چوی دو کیونگ             |
| ۲۰۱۸ | دوست‌داشتنی وحشتناک                  | یو فیلیپ                 |
| ۲۰۱۹ | بابل                                | چا وو هیوک               |
| ۲۰۲۰ | باد، ابر و باران                    | چوی چون جونگ             |
| ۲۰۲۲ | منتالیست                            |                          |

### برنامه
| سال  | عنوان                             | نقش               |
| ---- | --------------------------------- | ----------------- |
| ۲۰۱۹ | مردی که به سگ‌ها غذا می‌دهد (فصل ۴) | عضو گروه بازیگران |

### موزیک ویدئو
| سال  | نام آهنگ                                         | آرتیست          |
| ---- | ------------------------------------------------ | --------------- |
| ۲۰۰۵ | «شادی» (Happiness)                               | گِیوی ان‌جی       |
| ۲۰۰۵ | «من هنوز زندگی خواهم کرد» (I Will Still Live)    | گِیوی ان‌جی       |
| ۲۰۰۶ | «عاشقتم» (I Love You)                            | الکس چو و جی‌سون |
| ۲۰۰۶ | «کلمات بسیار غم‌انگیز» (Very Heartbreaking Words) | الکس چو و جی‌سون |
| ۲۰۰۹ | «طعم جدایی» (Taste of Separation)                | کیم بوم سو      |
| ۲۰۰۹ | «من زیبا خواهم شد» (I'll Be Pretty)              | تارو            |

## جوایز و نامزدی‌ها
| سال  | جایزه                        | دسته                                          | اثر نامزد شده                       | نتیجه    |
| ---- | ---------------------------- | --------------------------------------------- | ----------------------------------- | -------- |
| ۲۰۰۷ | جوایز درامای اس‌بی‌اس          | جایزه ستاره تازه‌کار                           | چگونه یک همسایهٔ کامل را ملاقات کنیم | برنده    |
| ۲۰۰۹ | جوایز درامای اس‌بی‌اس          | جایزه بازیگر برتر مرد در یک درام ویژه         | افتخار خانواده                      | برنده    |
| ۲۰۱۰ | جوایز درامای ام‌بی‌سی          | جایزه بازیگر برتر مرد                         | ملکه وارونه                         | برنده    |
| ۲۰۱۰ | جوایز درامای اس‌بی‌اس          | جایزه بازیگر برتر مرد در یک درام ویژه         | پرنسس دادستان                       | نامزدشده |
| ۲۰۱۱ | جوایز استایل آیکن            | کشف اس‌آی‌ای                                    | —                                   | برنده    |
| ۲۰۱۱ | جوایز درامای کی‌بی‌اس          | جایزه بهترین زوج همراه مون چه وون             | عشق شاهزاده خانم                    | برنده    |
| ۲۰۱۱ | جوایز درامای کی‌بی‌اس          | جایزه محبوبیت                                 | عشق شاهزاده خانم                    | برنده    |
| ۲۰۱۱ | جوایز درامای کی‌بی‌اس          | جایزه بازیگر برتر مرد در یک درام با طول متوسط | عشق شاهزاده خانم                    | نامزدشده |
| ۲۰۱۱ | جوایز درامای کی‌بی‌اس          | جایزه بازیگر برترین مرد                       | عشق شاهزاده خانم                    | برنده    |
| ۲۰۱۲ | ۴۸مین جوایز هنری بکسانگ      | بهترین بازیگر نقش اول مرد مرد (تلویزیون)      | عشق شاهزاده خانم                    | نامزدشده |
| ۲۰۱۲ | جوایز بین‌المللی درامای سئول  | بازیگر مرد کره‌ای برجسته                       | عشق شاهزاده خانم                    | نامزدشده |
| ۲۰۱۲ | فستیوال تلویزیونی مونت کارلو | بازیگر مرد برجسته در یک سریال درام            | عشق شاهزاده خانم                    | نامزدشده |
| ۲۰۱۳ | پنجاهمین جوایز ناقوس بزرگ    | بهترین بازیگر تازه‌کار                         | اعتراف به قتل                       | نامزدشده |
| ۲۰۱۵ | جوایز مدل برند لوکس          | جایزه ستاره برتر آسیا هالیو                   | —                                   | برنده    |
| ۲۰۱۷ | جوایز درامای کی‌بی‌اس          | جایزه بازیگر برتر مرد در یک سریال درام        | زندگی طلایی من                      | برنده    |
| ۲۰۱۷ | جوایز درامای کی‌بی‌اس          | بهترین زوج همراه شین هه سون                   | زندگی طلایی من                      | برنده    |
| ۲۰۱۸ | یازدهمین جوایز درامای کره    | جایزه برترین بازیگر مرد در یک سریال درام      | زندگی طلایی من                      | نامزدشده |
| ۲۰۱۸ | ششمین جوایز ستارگان ای‌پی‌ای‌ان | جایزه برترین بازیگر مرد در یک سریال درام      | زندگی طلایی من                      | نامزدشده |
| ۲۰۱۸ | جوایز درامای کی‌بی‌اس          | جایزه بازیگر برتر مرد در یک مینی‌سریال         | دوست‌داشتنی وحشتناک                  | نامزدشده |
| ۲۰۱۸ | جوایز درامای کی‌بی‌اس          | جایزه نتیزن بازیگر مرد                        | دوست‌داشتنی وحشتناک                  | نامزدشده |
| ۲۰۱۸ | جوایز درامای کی‌بی‌اس          | جایزه بهترین زوج همراه سونگ جی-هیو            | دوست‌داشتنی وحشتناک                  | نامزدشده |